# ヘンリック・ヴェルゲラン
ヘンリック・ヴェルゲラン (Henrik Wergeland、1808年6月17日 – 1845年7月12日)は、ノルウェーの作家、歴史家、牧師、活動家、弁論家、言語家。

## 生涯
ヴェルゲランはノルウェーのクリスチャンサンで生まれた。父ニコライは牧師、政治家である。弟オスカルはノルウェー軍の将官、妹に著作家のカミラ・コレットがいる。
フレデリク王立大学(現在のオスロ大学)に入学して神学を学ぶ。さらに広く自然科学や社会科学を修めた。
ヴェルゲランは在学中だった1827年に処女詩集を発表。それからヴェルゲラン自身の女神であるステラを登場させた『Digte, første Ring』を1829年に刊行するなど数多くの叙事詩を刊行したが、とくに『Skabelsen, Mennesket og Messias』はヨハン・クリスティアン・ヴェルハーベンから痛烈な批判を受けた。愛郷者ヴェルゲランは親デンマーク派批判の急先鋒であったこともあって両者はともに長きにわたって敵対関係にあり、激論を交わした。
ヴェルゲランは1830年に勃発したフランス7月革命に触発されて政治を志した。ヴェルゲランは熱弁を振るいながらノルウェー全土を行脚、地方の寒村に赴き、貧しい農民の群れの中に入って説教し、さらに民衆図書館を設立した。人々に教えを説き続け、徐々に人気を獲得していった。この頃に歴史論『Hvi skrider Menneskeheden saa langsomt frem?』を刊行した。のちに牧師にもなったヴェルゲランは質素な生き方を称賛した。さらに著作物や説法において神や、希望に満ちた人間性における進歩を説いた。
ヴェルゲランは実業主の娘アマーリエ・ソフィ・ベッケボルと出会い1839年に婚約。大学図書館の司書を務めたあと1840年にノルウェー国立公文書館の初代アーキビストに選出された。
1844年頃から肺炎の徴候が現れはじめて自宅で療養して頗る回復したことから一連の行事に参加するも、ヴェルゲランは間も無く結核に罹患したことを確認した。病院に一旦入院したのちクリスチャニアの自宅にて息をひきとった。ヴェルゲランの葬儀には多くの民衆が参列した。

## 著作物
- Irreparible Tempus 1828
- Sinclairs død 1828
- Digte, Første Ring 1829
- Skabelsen, mennesket og Messias 1830
- Spaniolen 1833
- Digte, Annen Ring 1833
- Barnemordersken  1835
- Campbellerne 1837
- Digte 1838
- Czaris 1838
- Stockholmsfareren 1838
- Engelsk salt 1838
- Den konstitutionelle 1838
- Vinægers fjeldeventyr 1838
- Svalen 1841
- Norges Konstitusjons Historie 1841-1842
- Jødesagen I Det Norske Storthing 1842
- Jøden 1842
- Jødinden 1844
- Den engelske lods 1844
- Hasselnødder 1845
- Det befriede Europa 1845
- Kongens ankomst 1845